# 크리스토프 바움가르트너
크리스토프 바움가르트너(독일어: Christoph Baumgartner, 1999년 8월 1일 ~ )는 오스트리아의 축구 선수로, 현재 독일 분데스리가의 RB 라이프치히에서 뛰고 있다. 포지션은 미드필더이다.